# Рейнджър (програма)
Вижте пояснителната страница за други значения на Рейнджър.
Програма Рейнджър (на английски: Ranger program) е серия от космически апарати на САЩ от 60-те години на 20 век, чиято е цел получаването на първите близки снимки от Луната. Космическите апарати са проектирани за сблъсък с Лунната повърхност, като преди сблъсъка трябва да направят снимки, които да изпратят до Земята.
Апаратите са конструирани на три фази наречени „серии“ (blocks). Всяка серия има различни цели и по-усъвършенствана конструкция. Инженерите от JPL, планират няколко сонди да бъдат изстреляни наведнъж, за да се осигури поне един успешен полет. Цената на разроботката, изстрелването и поддръжката на всичките девет апарата струва около 170 млн. долара.

## Характеристика на космчиеските апарати
Всяка сонда има шест камери на борда. Камерите са еднакви, с малки изключения в лещите и скоростта на сканиране. Системата на камерите е разделена на два канала – частичен (P (partial)) и пълен (F (full)). Всеки канал е самостоятелен със собствено захранване, таймери и трансмитери. Каналът F има две камери: широкоъгълна А-камера и тесноъгълна Б-камера. Каналът P има четири камери:P1, P2, P3 и P4. Камерите от канала F правят снимките 2,5 – 5 сек. преди сблъсъка на височина около 5 km. Последната снимка от камера от канал P е направена 0,2 до 0,4 сек. преди сблъсъка на височина 600 m. Направените снимки имат много по добра резолюция от тези направени от Земята.